# Vũ Canh
Vũ Canh (chữ Hán: 武庚) là vương tử nhà Thương trong lịch sử Trung Quốc. Sau khi nhà Thương bị nhà Chu lật đổ, ông đã nổi dậy chống nhà Chu nhưng bị thất bại.

## Thụ phong đất Ân
Vũ Canh là con của Trụ vương nhà Thương (hay nhà Ân). Trụ vương hoang dâm tàn bạo nên mất lòng người. Năm 1123 TCN, các chư hầu nhất loạt theo Tây bá Cơ Phát nổi dậy đi đánh vào kinh đô Triều Ca của nhà Thương. Tại trận quyết định ở Mục Dã, quân lính của Trụ vương tan rã nên Trụ vương bị thua trận. Trụ vương chạy lên Lộc Đài tự thiêu.
Nhà Thương mất, Cơ Phát lên làm vua, lập ra nhà Chu. Chu Vũ Vương biết lòng người còn nhớ nhà Ân, nên không làm tuyệt hương hoả nhà Ân. Vũ Vương bèn phong cho Vũ Canh tiếp tục cai trị đất Ân. Các vùng xung quanh nhà Ân còn chưa hoàn toàn thần phục nhà Chu, nên Chu Vũ Vương chia làm ba khu vực: phía bắc Triều Ca đến đất Bội phong cho em trai Vũ Vương là Hoắc Thúc Xử; phía đông Triều Ca là đất Vệ phong cho em vua là Quản Thúc Tiên, phía tây Triều Ca là đất Dung phong cho người em khác là Sái Thúc Độ.
Trên danh nghĩa, ba người em của Chu Vũ vương có trách nhiệm giúp đỡ Vũ Canh nhưng trên thực tế, Chu Vũ Vương dùng họ để giám sát, kiềm chế ông, vì vậy sử gọi họ là "Tam giám".

## Khởi binh chống Chu
Chu Vũ Vương lên ngôi khi tuổi đã cao nên chỉ 7 năm sau thì qua đời (1116 TCN). Thái tử Tụng còn nhỏ lên nối ngôi, tức là Chu Thành Vương. Chu Công Đán được Chu Vũ Vương uỷ thác phụ chính cho cháu.
Vũ Canh ở đất Ân nhân cơ hội nhà Chu mới dựng, vua mới của nhà Chu còn nhỏ, nên định khôi phục nhà Ân. Khi đó Chu Công Đán làm phụ chính tự mình xử lý mọi công việc trong triều đình, có ý kiến dị nghị Chu Công chuyên quyền lấn át thiên tử. Vũ Canh tìm cách liên lạc với Tam giám để chia rẽ họ với triều đình nhà Chu.
Do sự thuyết phục của Vũ Canh, cả ba người em của Chu Vũ vương là Quản Thúc Tiên, Hoắc Thúc Xử và Sái Thúc Độ đều đồng tình theo ông chống lại Chu Công Đán và Chu Thành Vương. Quản Thúc sai người phao tin rằng:
Chu công có âm mưu cướp ngôi vua
Nhưng Chu Công không nao núng, tranh thủ sự ủng hộ của các đại thần Khương Tử Nha và Thiệu công Thích; giao cho con là Bá Cầm về nước Lỗ được phong, còn mình ở lại triều đình lo việc.
Không lâu sau, Vũ Canh dụ bộ lạc Hoắc Địa theo mình, cùng Quản Thúc Tiên, Hoắc Thúc Xử và Sái Thúc Độ nổi dậy chống nhà Chu. Chu Công và Thiệu công tập trung dàn xếp xong việc nội chính, sau đó Chu Công mang quân đi đông chinh.
Sử sách không nói rõ chi tiết diễn biến cuộc chiến, nhưng ghi lại cuộc chiến kéo dài trong 3 năm. Sau cùng, Chu Công Đán đánh bại được quân của Vũ Canh. Vũ Canh và Quản Thúc Tiên bị Chu Công giết chết; Hoắc Thúc Xử và Sái Thúc Độ bị bắt đi đày. Sau đó Chu Công phong cho người tông thất khác của nhà Ân là Vi Tử Khải ở nước Tống để giữ hương hoả nhà Ân, phong đất Vệ của Quản Thúc trước đây cho em nhỏ của Vũ Vương là Khang Thúc.